# Szczelina w Iwanówce
Szczelina w Iwanówce – jaskinia, a właściwie schronisko, w Dolinie Chochołowskiej w Tatrach Zachodnich. Wejście do niej położone jest w Dolinie Iwaniackiej, w górnej części Szerokiego Żlebu, na wysokości 1600 metrów n.p.m. Jaskinia jest pozioma, a jej długość wynosi 5,5 metrów.

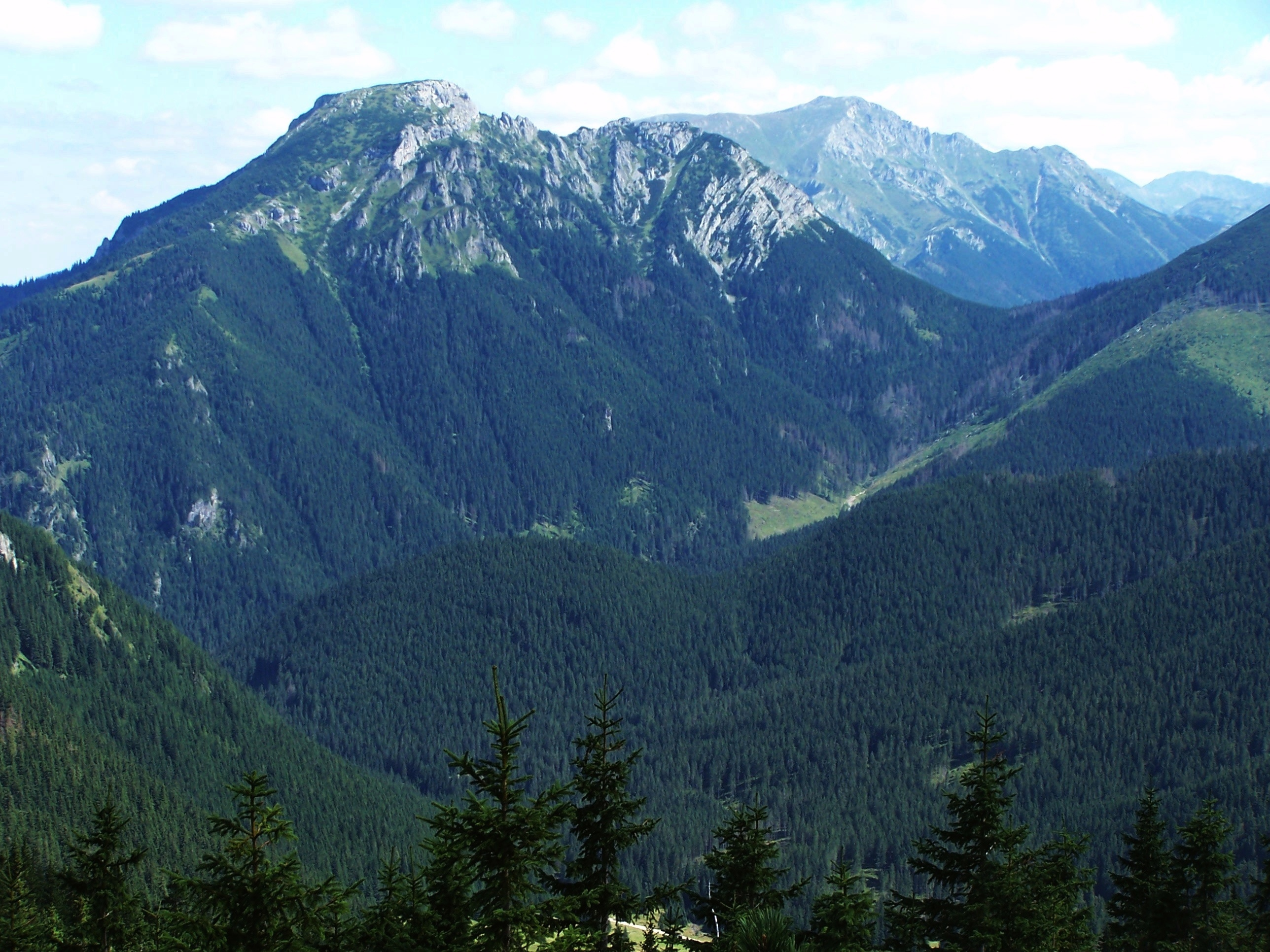
Widok z Grzesia na Dolinę Iwaniacką

## Opis jaskini
Jaskinię stanowi wysoki, szczelinowy i wąski korytarz zaczynający się w niewielkim otworze wejściowym i kończący szczeliną nie do przejścia.

## Przyroda
W jaskini nie ma nacieków. Ściany są suche, brak jest na nich roślinności.

## Historia odkryć
Jaskinia była prawdopodobnie znana od dawna. Jej pierwszy plan sporządził W. W. Wiśniewski w 1986 roku.